# سیارک ۳۱۲۶۶
سیارک ۳۱۲۶۶ (به انگلیسی: 31266 Tournefort، نامگذاری:1998EZ13) سی و یک هزار و دویست و شصت و ششمین سیارک کشف شده‌است که در ۱ مارس ۱۹۹۸ کشف شد.